# 百獣の王ライオン
『百獣の王ライオン』（原題: The African Lion）は、1955年に製作されたドキュメンタリー映画。アフリカでのライオンの生活に焦点を当てており、ケニア、タンガニーカ、ウガンダ（および南アフリカ）で30か月にわたって撮影された。
第6回ベルリン国際映画祭で銀熊賞を獲得した。

## 声の出演
- ナレーション：ウィンストン・ヒブラー

日本では、ヒブラーのナレーションを吹き替えた日本語吹替版が、以下の4種類制作されている。
- 秋山雪雄（劇場公開版）[3]
- 納谷悟朗（NTV放送版）[4]
- 石坂浩二（TBS放送版）
- 久米明（ポニー・バンダイ版）

## スタッフ
- 監督：ジェームズ・アルガー
- 製作：ウォルト・ディズニー
- 台本：ジェームズ・アルガー、ウィンストン・ヒブラー、テッド・シアーズ、ジャック・モフィット
- 撮影：アルフレッド・G・ミロット、エルマ・ミロット
- 音楽：ポール・J・スミス
- 日本語版台本：田村幸彦 ※劇場公開版